# Juan Miguel Gutiérrez Márquez
Juan Miguel "Juanmi" Gutiérrez Márquez (Errenteria, Guipúscoa, 8 de desembre de 1945 - 18 de febrer de 2019) va ser un investigador i expert en cinema guipuscoà. Es va especialitzar en la producció de documentals, i a més de portar àudios en basc i castellà, també ho va fer en aragonès i algunes altres llengües.

## Biografia
Antic jesuïta, l'any 1969 va estudiar filosofia de l'Església a Saint Ignace de Kimwenza (República Democràtica del Congo). D'altra banda, l'any 1975 va obtenir la llicenciatura en mitjans socials per l'INSAS School de Brussel·les (Bèlgica), en la branca de Producció de Cinema, Ràdio i Televisió. Va treballar a l'Herri Irratia de Sant Sebastià, i a partir del 1980 va treballar a l'HABE, al departament de suport pedagògic, elaborant treballs audiovisuals per ensenyar basc a adults. També va preparar diversos audiovisuals per ensenyar basc a la televisió: Bai Horixe (1985), Gurtegikoak (1988), Izurungoak (1992), Barrene (1998), Barrenet (1998). Va investigar per explicar com les expressions plàstiques, musicals i gestuals que solen utilitzar els bascos es poden aplicar a la narració cinematogràfica. La pel·lícula Izeba Rosa dirigida per ell va rebre el premi Mauro Azkona a la millor pel·lícula basca al Festival Internacional de Cinema de Sant Sebastià 1978. És el president del Departament de Cinema d'Eusko Ikaskuntza des de 1995. Durant molt de temps va ser professor a la videoescola del Casal cultural Larrotxene.

## Filmografia
- Balantzatxoa (1978)
- Xalbador gaztain kormutxa (1981)
- Cuentos de Mayo (1998)
- Tabula Rasa (2004)
- Cronica d'o 25 de Chunio (2005)
- Bozes Lexanas (2005)
- Hiru kontakizun krudel (2006)
- Isiltasun kalea (2006)
- Blues del asno (2008)
- Motema na ngai (2008)
- Zuzendu mesedez! (2009)
- Manuale di ornitologia (2010)
- La Plaza de la Música (2010)
- Zuri (2011)
- Mur-mur (Murmullos) (2012)
- Ateak zabalduz (2014)
- Urak dakarrena (2015)
- Oihalak adarretan (2016)